# Sylvietta rufescens
El crombec piquilargo (Sylvietta rufescens) es una especie de ave paseriforme de la familia Macrosphenidae propia del África austral.

## Descripción
El crombec piquilargo es un ave pequeña que casi no posee cola, mide 12 cm de largo y pesa unos 16 g. Sus partes superiores son de un gris amarronado, con una lista superciliar gris claro, separado de su garganta blancuzca por una franja en el ojo oscura. Su pecho blancuzco se funde con el vientre de color ante. Su largo pico levemente curvado es negruzco.
Ambos sexos son similares, y los ejemplares juveniles se asemejan a los adultos. Su llamado consiste en una serie de notas agudas incluido un  trreee-rriiit trreee-rriiit y un áspero pttt.

## Distribución y hábitat
La especie se reproduce en el sur de África desde la República Democrática del Congo, Zambia y Tanzania hasta Sudáfrica. Su hábitat natural son los  fynbos, claros del bosque, la savannah y zonas secas con Acacia.

## Comportamiento

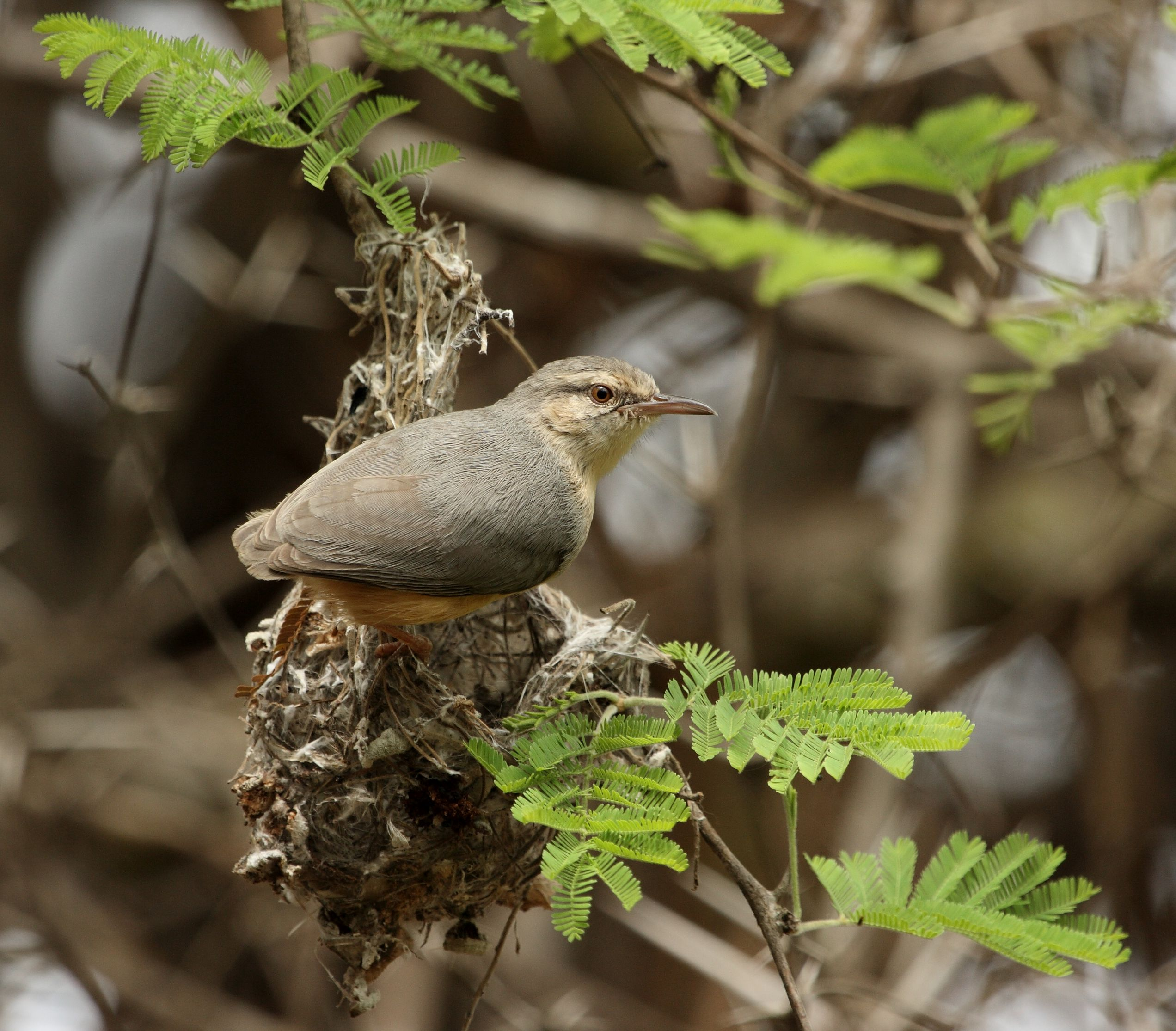
Un crombec piquilargo construye su nido.

Construye un nido grande que consiste en una cesta colgante tejida con pastos, tela de araña y fibras vegetales, el cual fija a una rama baja de un árbol, generalmente una  Acacia. La puesta consiste de uno a tres huevos, a los que incuba durante dos semanas, y los pichones son alimentados por ambos padres durante unas dos semanas hasta que empluman. Es una especie monógama, apareándose de por vida.
Se suele observar solo, en parejas o en grupos familiares mientras se alimentan en arbustos y árboles, su dieta consiste de insectos y semillas. Se desplaza de un árbol a otro mediante un vuelo irregular con ascensos y descensos.